# Клён ты мой опавший, клён заледенелый…
«Клён ты мой опа́вший, клён заледене́лый…» — стихотворение русского поэта Сергея Есенина (1895—1925), написанное в 1925 году; успешно положено на музыку. Основная тема — сравнение человека и дерева.

## История создания
«Клён ты мой опавший…» — одно из первых стихотворений, написанных поэтом в психиатрической клинике 1-го Московского государственного университета, где он, по настоянию близких — во избежание возможного ареста, лежал с 26 ноября 1925 года. Ему была выделена светлая и довольно просторная комната на втором этаже, с окнами в сад. По мнению исследователя гибели Есенина Э. А. Хлысталова, вдохновить на написание мог росший под окнами клиники клён и действительно бывшая 28 ноября 1925 года, которым датирован автограф, метель.

## Публикация
Впервые опубликовано 3 января 1926 года в вечернем выпуске ленинградской «Красной газеты» (№ 2) и в журнале «Красная нива» (№ 1). Ставший классическим текст основан на публикации в «Красной ниве» и черновом автографе, хранящемся в РГАЛИ (в ГЛМ также имеется совпадающий с ними список руки С. А. Толстой-Есениной с пометой «Проверено С. Е.»). Текст в «Красной газете» в мелочах отличается: двустишия даны как четверостишия, вместо «приморозил» — «заморозил», «чтой-то стал нестойкий» — «стал чтой-то нестойкий», «вон» — «вот», «песни» — «песню».

## Песенное использование
Стихотворение неоднократно положено на музыку. Наиболее известная песня создана неизвестным композитором. Предположительно, автором музыки является Виктор Николаевич Шевченко, артист хора Большого театра конца 1950-х годов.Также музыку писали Д. С. Васильев-Буглай (песня и романс: для смешанного хора без сопровождения, 1927; для высокого голоса и фортепьяно, 1929), Г. Ф. Пономаренко (1954), А. Н. Покровский (1971) и В. Н. Липатов.

## Исполнители песни
- Андрей Бандера (музыка народная[7])
- Надежда Бабкина
- Гелена Великанова (музыка народная, обработка Э. Элькина)
- Андрей Денников
- «Золотое кольцо» (ансамбль)
- Сергей Зыков
- Виктор Клименко
- Иосиф Кобзон
- Сергей Любавин
- Женя Максимова (Премия «Чартова дюжина» 2010 года в номинации «Взлом»)
- «Орэра» (ВИА)
- Олег Погудин
- Александр Подболотов
- Андрей Попов (Песня исполнена в фильме «Учитель пения»)
- «Реликт» (трио)
- Аркадий Северный
- «Седьмая вода» (группа)
- Николай Сличенко (муз. В. Липатова)
- Николай Тимченко (музыка народная)
- «Чайф» (группа) (Записана в 2002 году для художественного фильма «По ту сторону волков»)
- Николай Расторгуев, Екатерина Гусева (две звезды)